# ناميبيا أرض الشجعان
"ناميبيا، أرض الشجعان" (بالإنجليزية: Namibia, Land of the Brave)‏ هو نشيد ناميبيا الوطني. كتب النشيد ولحنه أكسالي دويسيب بعد استقلال الدولة في 1991.

## الكلمات

### بالإنجليزية
Namibia land of the brave,
Freedom fight we have won
Glory to their bravery,
Whose blood waters our freedom.
We give our love and loyalty
Together in unity,
Contrasting beautiful Namibia,
Namibia our country.
Beloved land of savannahs
Hold high the banner of liberty.
اللازمة :
Namibia our Country
Namibia Motherland
We love thee.

### الترجمة بالعربية
ناميبيا أرض الشجعان،
صراع الحرية قد ربحناه
المجد لشجاعتهم،
الذين دمائهم سيلت حريتنا.
نعطي حبنا وولائنا
معًا في انسجام،
نكشف ناميبيا الجميلة،
ناميبيا دولتنا.
أرض السافانا المحبوبة
إحملوا لافتة الحرية عاليًا.
اللازمة :
ناميبيا دولتنا
ناميبيا أرضنا الأم
نحن نحبك.

## وصلات خارجية
- نشيد ناميبيا الوطني بصيغة إم بي 3